# باتريك فلانغن
باتريك فلانغن (بالإنجليزية: Patrick Flanagan) هو كاتب أمريكي، ولد في 11 أكتوبر 1944 في أوكلاهوما سيتي في الولايات المتحدة.